# 劉仁照
劉仁照（1981年1月26日—），中華民國政治人物，現任桃園市議會議員。具備專業會計師身份，曾任健行科技大學講師、安永聯合會計師事務所經理、嘉彰股份有限公司稽核主管。
2014年投入桃園市議員選舉，當選桃園市議員至今。擔任過桃園市議員民進黨黨團書記長、桃園市黨部評議委員召集人、桃園市黨部執行委員、平南同濟會會長。
2023年宣布投入民主進步黨桃園市第五選區的立法委員初選，以些微差距敗於同黨議員楊家俍。後楊家俍於2023年5月9日下午透過民進黨中央黨部宣布放棄提名資格，民進黨中執會改徵召提名劉仁照競選該選區立法委員，其後未能勝選。

## 選舉紀錄
| 年度 | 選舉屆數             | 選舉區           | 所屬政黨   | 得票數 | 得票率 | 當選標記 | 備註 |
| ---- | -------------------- | ---------------- | ---------- | ------ | ------ | -------- | ---- |
| 2014 | 第一屆桃園市議員選舉 | 桃園市第八選舉區 | 民主進步黨 | 8,826  | 8.91%  |          |      |
| 2018 | 第二屆桃園市議員選舉 | 桃園市第八選舉區 | 民主進步黨 | 10,576 | 10.16% |          |      |
| 2022 | 第三屆桃園市議員選舉 | 桃園市第八選舉區 | 民主進步黨 | 10,545 | 9.94%  |          |      |
| 2024 | 第十一屆立法委員選舉 | 桃園市第五選舉區 | 民主進步黨 | 69,022 | 33.89% |          |      |

## 外部連結
- 劉仁照的Threads